# Chenying (köpinghuvudort i Kina, Jiangxi Sheng, lat 28,69, long 117,07)
Chenying (kinesiska: 陈营) är en köpinghuvudort i Kina. Den ligger i provinsen Jiangxi, i den sydöstra delen av landet, omkring 120 kilometer öster om provinshuvudstaden Nanchang. Antalet invånare är 106 415. Befolkningen består av 50 905 kvinnor och 55 510 män. Barn under 15 år utgör 24,0 %, vuxna 15-64 år 70 %, och äldre över 65 år 5,0 %.
Runt Chenying är det tätbefolkat, med 308 invånare per kvadratkilometer. Chenying är det största samhället i trakten. I omgivningarna runt Chenying växer i huvudsak blandskog.
Genomsnittlig årsnederbörd är 2 653 millimeter. Den regnigaste månaden är juni, med i genomsnitt 449 mm nederbörd, och den torraste är oktober, med 41 mm nederbörd.